# Claudia Schöffmann
Claudia Schöffmann (* 6. Februar 1969) ist eine österreichische Politikerin (ÖVP) und Lehrerin. Schöffmann war von 2009 bis 2013 Abgeordnete zum Kärntner Landtag.
Schöffmann absolvierte nach der Volksschule und dem Gymnasium die Pädagogische Akademie in Klagenfurt. Sie ist beruflich als Lehrerin tätig. Seit 2007 ist Schöfmann Mitglied im Zentralausschuss für allgemein bildende Pflichtschulen beim Amt der Kärntner Landesregierung, zudem hat sie das Amt der FCG Vorsitzenden im Zentralausschuss für allgemein bildende Pflichtschulen inne. Schöffmann ist Lehrerbundobfrau in Kärnten und seit Juli 2009 Bezirksparteiobfrau der ÖVP-St.Veit. Nach dem Rücktritt von Robert Lutschounig rückte Schöffmann am 1. Oktober 2009 als Abgeordnete in den Kärntner Landtag nach.
Schöffmann ist ledig und Mutter einer Tochter. Sie lebt in Sankt Veit an der Glan.